# Jalen Carter
Jalen Da'Quan Carter (Apopka, 4 aprile 2001) è un giocatore di football americano statunitense che milita nel ruolo di defensive tackle per i Philadelphia Eagles della National Football League (NFL).

## Carriera universitaria
Considerato un prospetto a cinque stelle all'uscita dalle scuole superiori, Carter decise di iscriversi all'Università della Georgia. Nella sua prima stagione nel 2020 disputò 8 partite, facendo registrare 12 tackle e un touchdown su ricezione. L'anno seguente mise a segno 31 tackle e 3 sack in 12 partite, venendo inserito nella seconda formazione ideale della Southeastern Conference (SEC). A fine stagione vinse il campionato NCAA battendo in finale gli Alabama Crimson Tide. Nel 2022 Carter fece registrare 29 tackle, 3 sack e 2 fumble forzati, venendo premiato unanimemente come All-American. A fine anno vinse il suo secondo titolo battendo in finale TCU.

## Carriera professionistica
Carter era considerato dagli analisti una delle prime tre scelte del Draft NFL 2023. Una cattiva prestazione alla NFL Scouting Combine e problemi legali lo fecero scivolare fino alla nona posizione, dove fu chiamato dai Philadelphia Eagles. Debuttò come professionista subentrando nella gara del primo turno vinta contro i New England Patriots in cui mise a segno un placcaggio e un sack su Mac Jones. Nel quarto turno forzó i primi due fumble nella vittoria sui Washington Commanders. La settimana successiva fece registrare per la prima volta due sack nella stessa gara ai danni di Matthew Stafford dei Los Angeles Rams con gli Eagles che si mantennero imbattuti. La sua prima stagione si chiuse con 33 tackle, 6 sack e 2 fumble forzati in 16 partite, di cui una come titolare, venendo inserito nella formazione ideale dei rookie dalla Pro Football Writers of America.
Nel settimo turno della stagione 2024 Carter mise a segno due sack nella vittoria esterna sui New York Giants. A fine stagione fu convocato per il suo primo Pro Bowl e inserito nel Second-team All-Pro. Nel primo turno di playoff mise a referto due sack su Jordan Love nella vittoria sui Green Bay Packers. Il 9 febbraio 2025 conquistó il suo primo titolo grazie alla vittoria sui Kansas City Chiefs per 40-22 nel Super Bowl LIX.

## Palmarès

### Franchigia
- Super Bowl : 1

Philadelphia Eagles: LIX
- National Football Conference Championship:1

Philadelphia Eagles: 2024

### Individuale
- Convocazioni al Pro Bowl: 1

2024
- Second-team All-Pro: 1

2024
- PFWA All-Rookie Team - 2023